# Горячкино (Московская область)
Горячкино — деревня в Можайском районе Московской области в составе сельского поселения Бородинское. Численность постоянного населения по Всероссийской переписи 2010 года — 2 человека, в деревне числятся 3 улицы. До 2006 года Горячкино входило в состав Бородинского сельского округа.
Деревня расположена в северо-западной части района, примерно в 19 км к северо-западу от Можайска, на правом берегу реки Воинка (левый приток Колочи), высота центра над уровнем моря 218 м. Ближайшие населённые пункты — Кубаревка на западе, Грязи на юго-востоке и Ерышово на юго-западе.
В деревне существовала Преображенская церковь, 1782 года постройки, разрушенная в 1960-е годы.

## Известные уроженцы
- Арсеньев, Дмитрий Сергеевич (1832—1915) — русский адмирал[10].